# Saurier
Saurier település Franciaországban, Puy-de-Dôme megyében. Lakosainak száma 248 fő (2022. január 1.). Saurier Courgoul, Saint-Diéry és Saint-Floret községekkel határos.

## Népesség
A település népessége az elmúlt években az alábbi módon változott:
| Lakosok száma | 242  | 258  | 268  | 270  | 275  | 279  | 269  | 258  | 248  |
|               | 2013 | 2015 | 2016 | 2017 | 2018 | 2019 | 2020 | 2021 | 2022 |